# Anti Social Media
Anti Social Media est un groupe de rock danois.
Le 7 février 2015, ils remportent le Dansk Melodi Grand Prix 2015 et sont choisis pour représenter le Danemark au Concours Eurovision de la chanson 2015 à Vienne, en Autriche avec la chanson The Way You Are (Ta façon d'être),. 
Ses membres sont Philip Thornhill, Nikolaj Tøth, David Vang et Emil Vissing.
Ils participent à la première demi-finale, le 19 mai 2015.

## Discographie

### Single
- The Way You Are